# Livio Horrakh
Livio Horrakh (Trieste, 4 luglio 1946) è un autore di fantascienza italiano.
Pubblicò i suoi primi racconti improntandoli alla "new wave" della fantascienza anglo-americana ed alla letteratura beat. Suoi racconti sono stati tradotti e pubblicati in Germania, Francia, Grecia, Ungheria, Cina e USA.

## Biografia
Nato a Trieste, dopo il diploma superiore cura un mensile off-set di musica pop e scrive poesie di fantascienza. Nel 1965 ricopre per un anno la carica di presidente dell’Elvis Presley International Fan Club of Italy. .
Laureato nel 1971 presso la Scuola di lingue moderne dell’Università di Trieste, Livio Horrakh insegnò Traduzione specializzata presso la facoltà per traduttori e interpreti della stessa università. 
È autore di diversi testi accademici su argomenti inerenti la traduzione. A questa professione alternò l’attività di giornalista e traduttore.  Nel 1976 prese una seconda laurea in Scienze politiche.
Nel 1966 Horrakh collabora alla nascita della fanzine triestina di fantascienza "Decimo pianeta", insieme a Gianfranco Battisti, Fabio Pagan e Mauro Gallis.
Horrakh esordisce nella narrativa con il racconto Io consumo pubblicato sulla collana da edicola «Galassia», variazione laica e amara del Padre nostro infarcita di messaggi pubblicitari aggressivi, «un esperimento linguistico che impastava italiano e inglese in una frenetica denuncia del consumismo incalzante». Horrakh utilizzerà questa tecnica espressiva anche in seguito nel suo racconto forse più conosciuto, Tutto l’acido dell’impero.
Il racconto Dove muore l'astragalo (Galassia) vinse nel 1972 il Premio Italia per il miglior racconto di fantascienza: si trattava della prima edizione del riconoscimento, assegnata durante il primo convegno italiano di fantascienza («Italcon») che si tenne a Trieste, e che per l’occasione rappresentò anche il primo congresso europeo degli appassionati («Eurocon»). Il racconto vinse infatti nella medesima occasione anche l’Europa SF award; si tratta del «limpido resoconto del viaggio di un uomo che, ormai condannato in un mondo in preda a un cataclisma nucleare, preferisce morire in una delle culle del mondo, a Babilonia» Il racconto nasce anche dall’esperienza autobiografica di un viaggio in autostop da Trieste fino in Iraq, che Horrakh compì davvero nel 1969.
Tutto l'acido dell'impero (1977) anticipa clamorosamente di diversi anni molti temi del genere cyberpunk, la cui nascita ufficiale risale agli anni 1983-1984: l’invasività dei media, la massiccia diffusione di stupefacenti, la capillarità del controllo sociale, lo strapotere di organizzazioni economiche trans-nazionali. Lo stile del racconto è parzialmente sperimentale, come fa notare Gianni Montanari, e «offre una testimonianza singolare sugli Stati Uniti di domani, operando sul vivo di un contesto sociale e politico connotato da una lingua ibrida anglo-italiana.» 
Del racconto fu realizzata, anni più tardi, una versione radiofonica a cura di Vittorio Catani.
Horrakh scrisse poi racconti e atti unici per la rete radiofonica regionale e per alcune emittenti private, continuando a pubblicare racconti su «Gamma», «Galassia» e «Verso le stelle», sino all'arrivo del suo primo romanzo, Grattanuvole, nel 1981.

### Grattanuvole
Pubblicato su Galassia, Grattanuvole (1977) è un romanzo post-catastrofico nel quale l’autore immagina che nel 2300 un’élite mondiale di privilegiati si sia rifugiata in trecento enormi grattacieli, prima di fare esplodere una serie di ordigni termonucleari che hanno spazzato via il resto dell’umanità, già corrotta e destinata a un declino inesorabile. I superstiti però scoprono di essere divenuti sterili a causa del fallout radioattivo. Il protagonista compie una sorta di viaggio iniziatico in un paesaggio mutato e devastato, alla ricerca di un senso;  nel testo si percepisce «una nota di pesante condanna, il senso di un mondo e di una umanità immersi in una trappola mortale, ma non sarà disonesto avvertire in anticipo che, per la prima volta, Horrakh sembra intenzionato a consentire alle sue creazioni uno spazio di salvezza.»
Il romanzo giunse secondo classificato al Premio Italia di quell’anno.

### Il Buddha dell'era oscura
Nel 2001 Horrakh torna al romanzo con un’opera di media lunghezza, Il Buddha dell'era oscura, edito da «Robot»: è la storia di due giornalisti che si recano in India per scoprire il segreto di Maitreya, il “Buddha del futuro”, in grado di scongiurare la terza guerra mondiale.  Nella trama sono contenuti anche elementi che torneranno nelle opere successive, a dimostrazione del fatto che le riflessioni narrative dell’autore insistono su un nucleo di idee molto sentito e portato avanti con coerenza narrativa.

### Memphis all’infinito
La fisica quantistica, che già è presente nel precedente romanzo breve, ritornerà come protagonista assoluta del romanzo Memphis all’infinito (2018), lungo e complesso thriller di fantascienza che tiene insieme ucronia, viaggi nel tempo, complottismo e effetti del collasso della funzione d'onda. La vicenda è ambientata negli Stati Uniti nel 2004, ma lungo una linea temporale diversa da quella che viviamo: un universo in cui, tre anni dopo gli attentati dell'11 settembre 2001, è stata portata a termine una nuova serie di attacchi terroristici su obiettivi governativi negli Usa. Temendo di non venire rieletto nelle imminenti votazioni, il presidente degli Stati Uniti, che non è George W. Bush ma si chiama Wallace, decide di sfruttare un programma segreto di viaggi nel tempo, i cui esperimenti sono in corso da anni, per mandare nel passato agenti che possano impedire gli attentati del 2004.

### Apophis 2049
Il successivo romanzo Apophis 2049 (2020) appare come un ampliamento di Il Buddha dell'era oscura. Con il sottotitolo ‘’Si sveglia il dio delle tenebre’’, il romanzo sviluppa la trama e le idee del precedente, e vede i giornalisti Anna e David impegnati in India sulle orme di Maitreya, con la minaccia di un esperimento militare che potrebbe portare alla distruzione definitiva del pianeta. Nella mitologia dell’antico Egitto, Apophis era il dio del caos, incarnazione della tenebra e del male.

### Alternate Elvis
Elvis Presley, che è la base di culti religiosi in Il Buddha dell’era oscura, oltre a essere da sempre una passione di Horrakh, è il protagonista assoluto del romanzo Alternate Elvis in 16 universi possibili (1933-2068) (2022): un’opera dalla struttura più sperimentale dei romanzi precedenti, e che ricorda per certi versi i racconti delle origini. L’idea di fondo è ispirata alle teorie scientifiche del fisico Hugh Everett: si ipotizzano sedici “vite parallele” di Elvis Presley in altrettanti universi alternativi. .
La storia è costruita secondo una costruzione cronologica, dal 1933 e fino al 2068; ogni frammento narrativo viene collocato in un “universo”, numerato da 1 a 16, ed è composto dalla notizia di un evento alternativa, in senso ucronico di contraddizione con la Storia come la conosciamo, accoppiata a un episodio nella vita di uno dei sedici Presley alternativi: in uno di questi universi l’artista può avere successo, in un altro fa il camionista, in un terzo muore in un incidente automobilistico simile a quello di James Dean, o ancora si innamora a Roma e sposa una ragazza italiana.
Al termine del romanzo, il lettore ha una comprensione totale dei fatti storici e biografici “alternativi”.

## Opere

### Romanzi
- Grattanuvole, Galassia n. 228, Casa Editrice La Tribuna, 1977,  p. 170.
- Memphis all'infinito, ed. Cut-Up, 2017,  p. 440, ISBN 9788895246680.
- Apophis 2049, ed. Robin, 2020,  p. 136, ISBN 978-8872746127.
- Alternate Elvis in 16 universi possibili (1933-2068), collana Ucronia, Write Up Books, 2022,  p. 150, ISBN 9791280353443.

### Raccolte di racconti
- Sia fatto il buio, Odissea Fantascienza n. 163, Delos Digital, 2025,  p. 304, ISBN 9788825432329.

A cura di Franco Ricciardiello. Contiene tutti i racconti (tranne la sceneggiatura L'ultima notte di carnevale) e il romanzo breve Il Buddha dell'era oscura

### Racconti
- Dove muore l'astragalo, in  Amore a quattro dimensioni, Galassia n. 137, CELT, 1971., tradotto in francese come Où meurt l’astragale nell’antologia Science-fiction italienne: L’opéra de l’apocalypse a cura di Lino Aldani, Presses Pocket 1981, traduzione di Angelina Berforini; tradotto in inglese come Where the locoweed dies nella rivista La Fusta – Journal of Italian literature and Culture, Special issue on Creative Writing, n. 27, 2019
- Il poeta della sopraelevata, in appendice a  Gianni Montanari, Nel nome dell'uomo, Galassia n. 155, CELT, 1971.
- Tutto l'acido dell'impero, in  AA.VV., Maturità, Galassia n. 223, CELT, 1977. tradotto in tedesco come Die ganze Säure des Imperiums nell’antologia Die Labyrinthe der Zukunft, Heyne 1984, traduzione di Hilde Linnert
- Sia fatto il buio, in Lettere da un antico caffè, 1980
- Synn, in Star 3, EPIERRE, 1981
- L'Hotel dei Cuori Spezzati, in L'Hotel dei Cuori Spezzati, Gammalibri, 1984
- Il viaggio di D. Bowie, in L'Hotel dei Cuori Spezzati, Gammalibri, 1984
- Invasione fredda n° 1: sceneggiatura del video promozionale a computerizzazione animata per l'ultimo album americano di Jim Hendrix, in L'Hotel dei Cuori Spezzati, Gammalibri, 1984
- L'ultima notte di carnevale, in Zodiaco & Magia a. II, n. 5, Edizioni Scorpio, 1989
- Il Buddha dell'era oscura (romanzo breve), Robot n. 41, ed. Solid, 2003

### Radiodrammi
- Scacco al re, Radio Regione Trieste; il testo è pubblicato in Verso le stelle n. 2. Solaris Editrice, 1978
- Niente di nuovo a Bidonville, Radio Regione Trieste; il testo è pubblicato in Verso le Stelle n. 6, Solaris Editrice, 1979
- L'astronave di Giovanni, Rai Friuli Venezia Giulia e Rai Friuli Venezia Giulia 2, settembre 1973; il testo è pubblicato in Verso le Stelle 10/11, Solaris Editrice, 1979
- Trieste provvisoria, Rai Friuli Venezia Giulia e Rai Friuli Venezia Giulia 2
- L'ultimo giorno di carnevale, Rai Friuli Venezia Giulia e Rai Friuli Venezia Giulia 2